# Piet Retief
Este artículo es sobre una persona. Para la localidad, véase Piet Retief (ciudad), Mpumalanga.

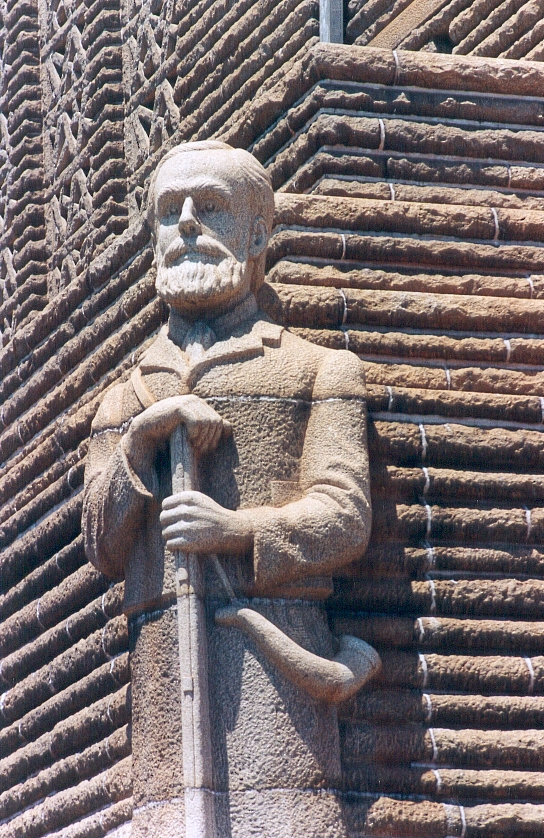
Estatua de Piet Retief, líder bóer asesinado por los nativos de la comarca de Natal.

Pieter Mauritz Retief, más conocido como Piet Retief (Soetendal, Provincia Occidental del Cabo, 12 de noviembre de 1780 - colina Kwa Matiwane, 6 de febrero de 1838), fue un líder bóer sudafricano.

## Biografía
Su familia era bóer de origen hugonote francés. Creció en un viñedo cerca de Stellenbosch. Después de mudarse a las cercanías de Grahamstown, hizo fortuna con el ganado, pero sufrió repetidas pérdidas por incursiones xhosa en el periodo que llegó hasta la 6.ª Guerra de Frontera del Cabo. Las pérdidas como éstas obligaron a muchos granjeros fronterizos a hacerse voortrekkers. Retief publicó su 'manifiesto', fechado el 22 de enero de 1837, exponiendo sus agravios con el gobierno británico, en el que señalaba que no sintieron recibir ninguna protección de ellos ni ninguna reparación, y que liberaron a sus esclavos con compensaciones a sus dueños que apenas ascendían a un cuarto de su valor. Fue publicado en el diario de Grahamstown el 2 de febrero y en De Zuid-Afrikaan el 17 de febrero cómo los emigrantes bóeres comenzaron a dejar sus heredades coloniales.
El grupo familiar de Retief se marchó en dos carros de su granja en el distrito de Winterberg a principios del febrero de 1837. Junto con un grupo de aproximadamente 30 carros cruzaron el río Orange en territorio independiente. Cuando varios grupos de trekkers convergieron en el río Vet, Retief fue elegido "Gobernador de los Laagers Unidos" y cabeza de la "Provincia Libre de Nueva Holanda en África Oriental del Sur". Esta coalición fue muy efímera, dejando a Retief como el único líder del grupo que se dirigió al este. El 5 de octubre de 1837, Retief estableció un campamento cerca de la cordillera Drakensberg y cabalgó al día siguiente a explorar la región entre los Drakensberg y Puerto Natal, ahora conocida como el KwaZulu-Natal.
Para ser bien recibido en la región, negoció con el jefe zulú, Dingane, en noviembre de 1837. Retief condujo su propio grupo sobre las montañas Drakensberg y convenció a los líderes voortrekker Gerrit Maritz y Andries Potgieter de unirse a él en enero de 1838. En una segunda visita, Dingane estuvo de acuerdo con el establecimiento bóer en Natal, a condición de que la delegación bóer le recuperara el ganado robado por la tribu rival Tlokwa. Los bóeres lo hicieron, su reputación y sus intimidantes rifles hicieron que la tribu entregara pacíficamente el ganado.
Pese a las advertencias, Retief dejó la región del Tugela el 28 de enero de 1838 creyendo que podía negociar los límites permanentes del asentamiento en Natal con Dingane. El acta de cesión de la región Tugela-Umzimvubu, aunque datada el 4 de febrero de 1838, fue firmada por Dingane el 6 de febrero de 1838. Dingane hizo esto imitando la escritura y los dos lados registraron a tres testigos cada uno. Dingane invitó entonces al grupo de Retief a presenciar una interpretación de sus soldados. A una señal dada por Dingane, los zulúes doblegaron al grupo de Retief de 70 integrantes y a sus criados de color, tomando a todos cautivos.
Retief, su hijo, sus hombres y criados, aproximadamente cien en total, fueron llevados a la colina Kwa Matiwane y asesinados. Sus cuerpos fueron dejados en la ladera para ser devorados por los animales salvajes, como era la costumbre de Dingane con sus enemigos. Dingane dio ahora órdenes de atacar los laagers voortrekkers, logrando sumir al movimiento emigrante en una seria desorganización. Los restos del grupo de Retief fueron recuperados y sepultados el 21 de diciembre de 1838 por miembros "del comando de victoria" conducidos por Andries Pretorius después de la decisiva victoria voortrekker en la batalla del Río Sangriento.
El comando también recuperó intacta el acta de la cesión del monedero de cuero de Retief, como más tarde verificó un miembro "del comando de victoria", E.F. Potgieter. Una copia exacta sobrevive, pero el acta original desapareció en tránsito a los Países Bajos durante la segunda guerra anglo-bóer. El sitio de la tumba de Retief fue más o menos olvidado hasta que fuera indicado en 1896 por J.H. Hattingh, un miembro sobreviviente "del comando de victoria de Pretorius". Un monumento que registra los nombres de la delegación de Retief fue erigido cerca de la tumba en 1922.
La ciudad Piet Retief, ubicada en la provincia de Mpumalanga, fue llamada así en su honor, como lo fue (parcialmente) la ciudad de Pietermaritzburg ("Maritz" por Gerrit Maritz, otro líder voortrekker).
El predecesor del nombre de Retief en África del Sur fue un refugiado hugonote llamado François Retif, originario de Mer (Loir-et-Cher, cerca de Blois, Francia), quien llegó al Cabo en 1689. El nombre de Retief era uno de los nombres franceses cuya ortografía fue ligeramente cambiada o regionalizada por la mayoría neerlandés parlante.